# Placenta (gastronomia)
La placenta è una focaccia schiacciata non lievitata comune nell'epoca Romana in tutti i territori, insieme alla offa (di farro). La placenta era una delle focacce romane di grano, presente nell'alimentazione dai ceti medi in su; utilizzata nei banchetti e mangiata dai soldati, si diffuse rapidamente in tutto l'Impero romano.
Placenta è un nome latino che viene dal termine greco plakois; è chiamata così perché la placenta umana, in apparenza, può sembrare una focaccia. Veniva mangiata durante il prandium ed era conosciuta già, secondo affreschi nel 200 a.C., durante il periodo medio della Repubblica romana.
Viene citata da Catone nel De agri cultura.